# Rivaldo Roberts
Rivaldo Roberts (* 27. April 1996) ist ein südafrikanischer Leichtathlet, der sich auf den Hürdenlauf spezialisiert hat.

## Sportliche Laufbahn
Erste Erfahrungen bei internationalen Meisterschaften sammelte Rivaldo Roberts im Jahr 2013, als er bei den Jugendweltmeisterschaften in Donezk mit 14,28 s in der ersten Runde im 110-Meter-Hürdenlauf ausschied. 2015 gewann er bei den Juniorenafrikameisterschaften in Addis Abeba in 14,27 s die Bronzemedaille über die Hürden und sicherte sich auch mit der südafrikanischen 4-mal-100-Meter-Staffel in 41,46 s die Bronzemedaille. 2022 schied er bei den Afrikameisterschaften in Port Louis mit 14,25 s in der ersten Runde über 110 m Hürden aus und kam im Staffelbewerb im Vorlauf zum Einsatz und trug damit zum Gewinn der Silbermedaille bei.

## Persönliche Bestzeiten
- 100 Meter: 10,45 s (−1,2 m/s), 5. Februar 2022 in Johannesburg
- 110 m Hürden: 13,78 s (+0,9 m/s), 12. März 2022 in Pretoria